# Trädlärkan 1

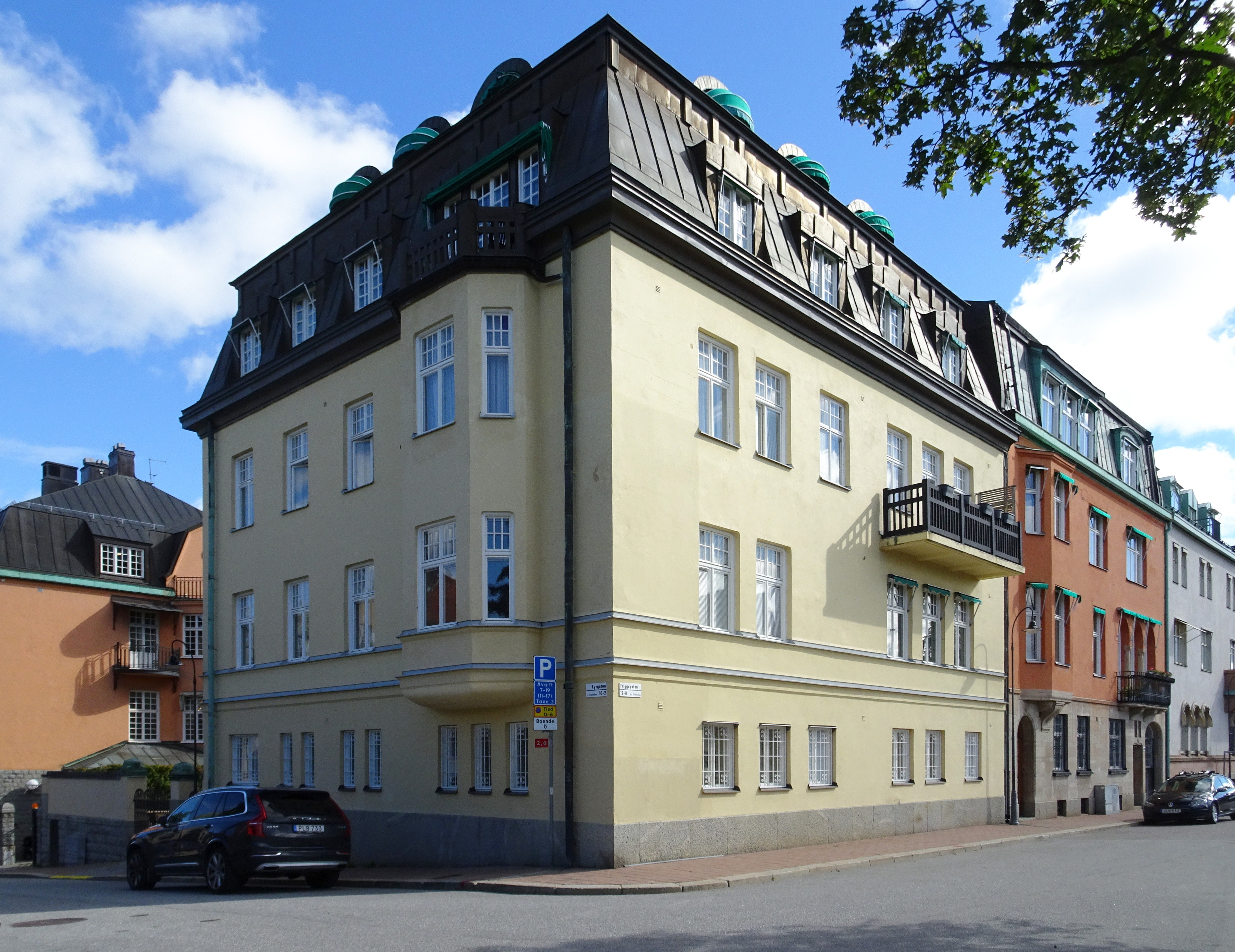
Före detta Trädlärkan 1 (närmast) och Trädlärkan 11, 2022.

Trädlärkan 1 är en kulturhistoriskt värdefull före detta villafastighet i kvarteret Trädlärkan i Lärkstaden på Östermalm i Stockholm. Huset vid hörnet Tyrgatan 2 / Friggagatan 10 uppfördes 1909 för direktören i AB Primus, Frans Lindqvist efter ritningar av arkitekt David Lundegårdh. Fastigheten är grönmärkt av Stadsmuseet i Stockholm, det innebär "särskilt värdefull från historisk, kulturhistorisk, miljömässig eller konstnärlig synpunkt". Fastigheten ägs sedan början av 1990-talet via en stiftelse av Stiftelsen Pro Cultura som även i grannfastigheten Trädlärkan 11 driver Lärkstadens Studiecentrum, ett studenthem och utbildningscentrum för män.. Både Trädlärkan 1 och 11 utgör sedan 1992 en egen fastighet som går under beteckningen Trädlärkan 12.

## Bakgrund

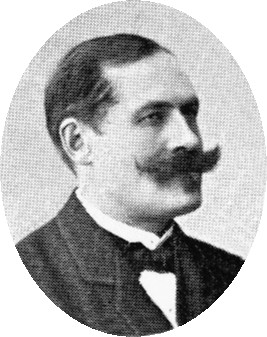
Byggherren Lindqvist.

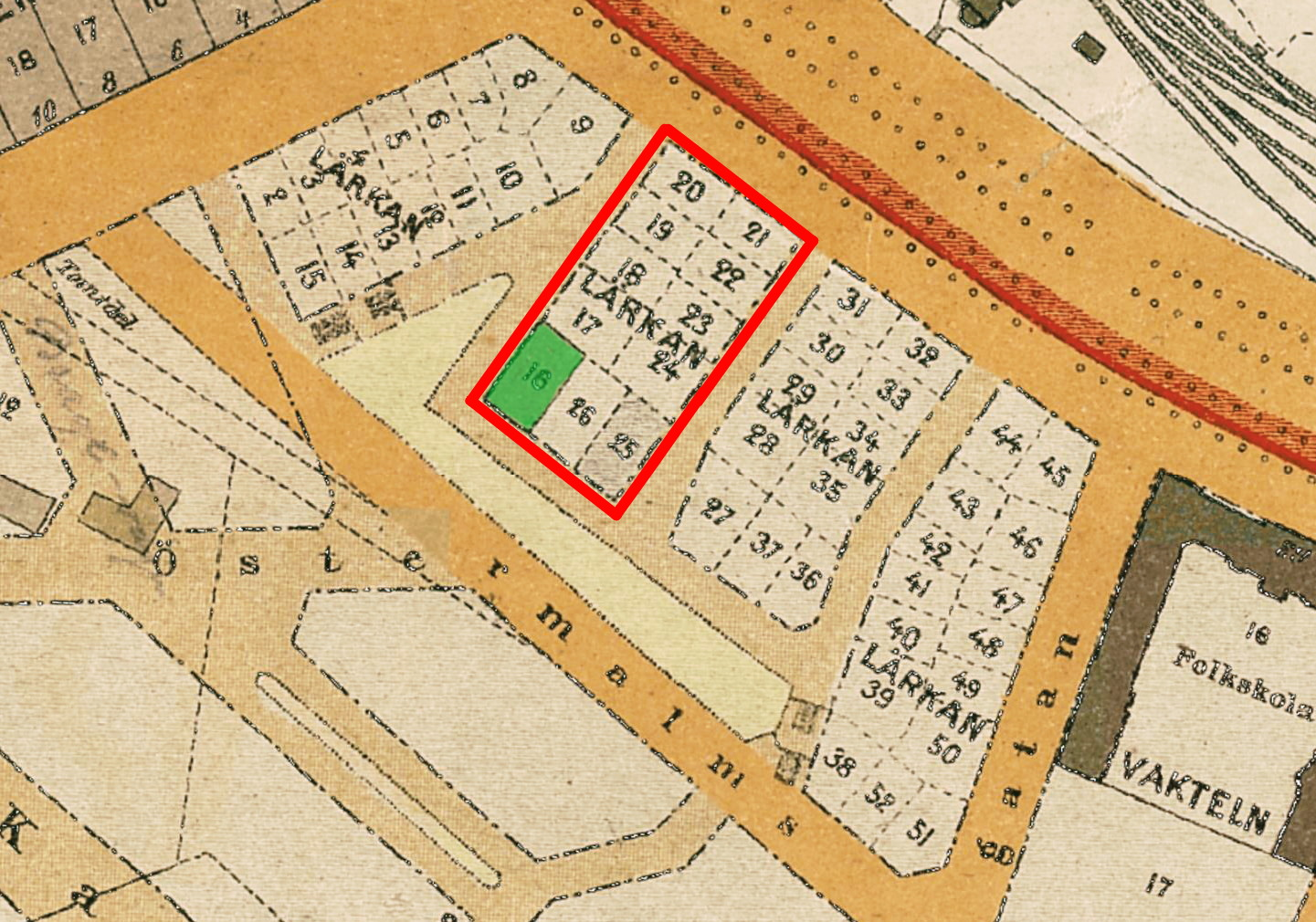
Kvarteret Lärkan 1909 tomt nr 16 (grön), dagens Trädlärkan 1.

I februari 1909 började Stockholms stad genom auktioner försäljningen av kvarteret Lärkans 51 villatomter och i december 1912 var samtliga 51 fastigheter (nr 2–52, nr 1 fanns inte) sålda. Redan den 17 mars 1909 förvärvade byggmästaren H.P. Olsson Lärkans tomt nr 16, sedermera namnändrad till Trädlärkan 11. Den hade attraktivt hörnläge vid Friggagatan / Tyrgatan och omfattade en areal om 411,4 kvadratmeter inklusive en 12 meter bred trädgårdstomt i norr.
Det var vanligt att byggmästare eller arkitekter köpte tomter i Lärkan som sedan, tillsammans med det färdiga huset, såldes till byggherren vilken i detta fall var industrimannen Frans Lindqvist. 
Stadsbyggnadsprojektet med ”sammanbyggda villor” (begreppet radhus fanns inte än) i Lärkan kan ses som ett experiment och en helt ny boendeform i Stockholm på 1900-talets början. Drivande kraft bakom projektet var stadsplanearkitekten Per Olof Hallman vilken hämtat inspiration från England och som 1910 själv kom att flytta in i sin stadsvilla på Sånglärkan 6. 
Nytt var även att markägaren, Stockholms stad, inte sålde Lärkans tomter i form av tomträtter utan som "fri och egen grund". Målgruppen var den välbeställda borgarklassen som önskade bo i eget hem i innerstadens närhet. Man var dock inte ut efter miljonärer utan efter ”måttligt förmöget folk” och styckade därför överkomliga mindre tomter med storlekar mellan drygt 270 och 550 kvadratmeter. En av nybyggarna av Frans Lindqvist vars villa stod färdig redan 1909 och därmed tillhörde till en av de första färdigbyggda i lärk-kvarteren.

## Byggnadsbeskrivning

### Exteriör

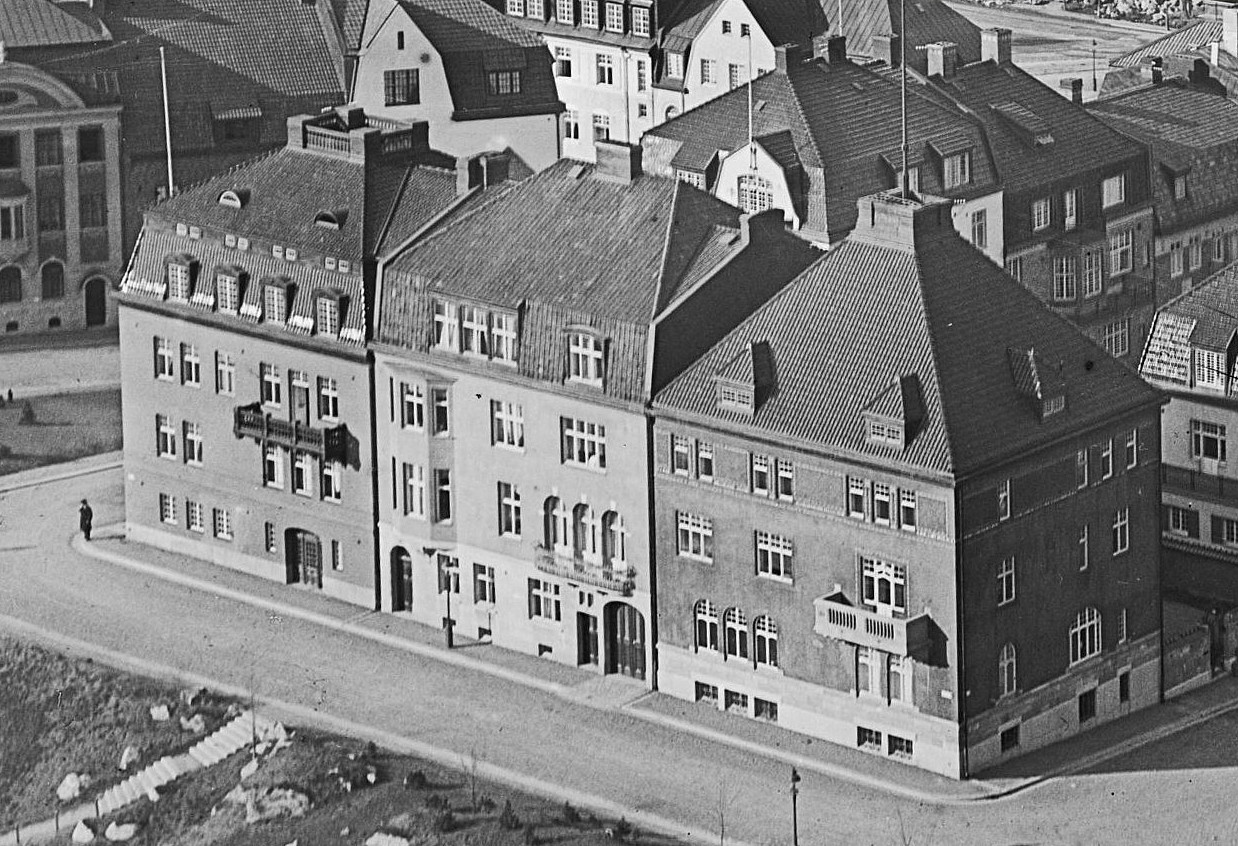
Från vänster: Trädlärkan 1, 11 och 10, framför går Friggagatan, 1910 eller 1911.

Trädlärkan 1 uppfördes av byggmästaren H.P. Olsson i fyra våningar samt delvis inredd vind efter ritningar av arkitekt David Lundegårdh. Bjälklag och balkar konstruerades och göts i betong av Cement- och Betonbyggnads-Bolaget Arcus (senare namnändrad till Arcus AB) som leddes av ingenjören Axel Björkman. Fasaderna restes i tegel och slätputsades. Den låga sockeln kläddes med plattor i granit. Yttertaket är numera täckt av svartmålat plåt (ursprungligen glaserat taktegel). 
Bottenvåningen (souterrängvåningen) avskildes från våning en trappa genom ett brett, putsat band. Mot Friggagatan märks en balkong som ursprungligen var av sten och viladse på stenkonsoler och hörde till två sovrum på våning två trappor. Gaveln mot Tyrgatan accentueras av ett burspråk i två våningar som kröns av en balkong i höjd med vindsvåningen. Entrén är från gårdssidan (Tyrgatan 2). Den utformades som en egen volym med loggia innanför och en veranda samt en altan ovanpå vilka nås från hallens trappa.

### Interiör

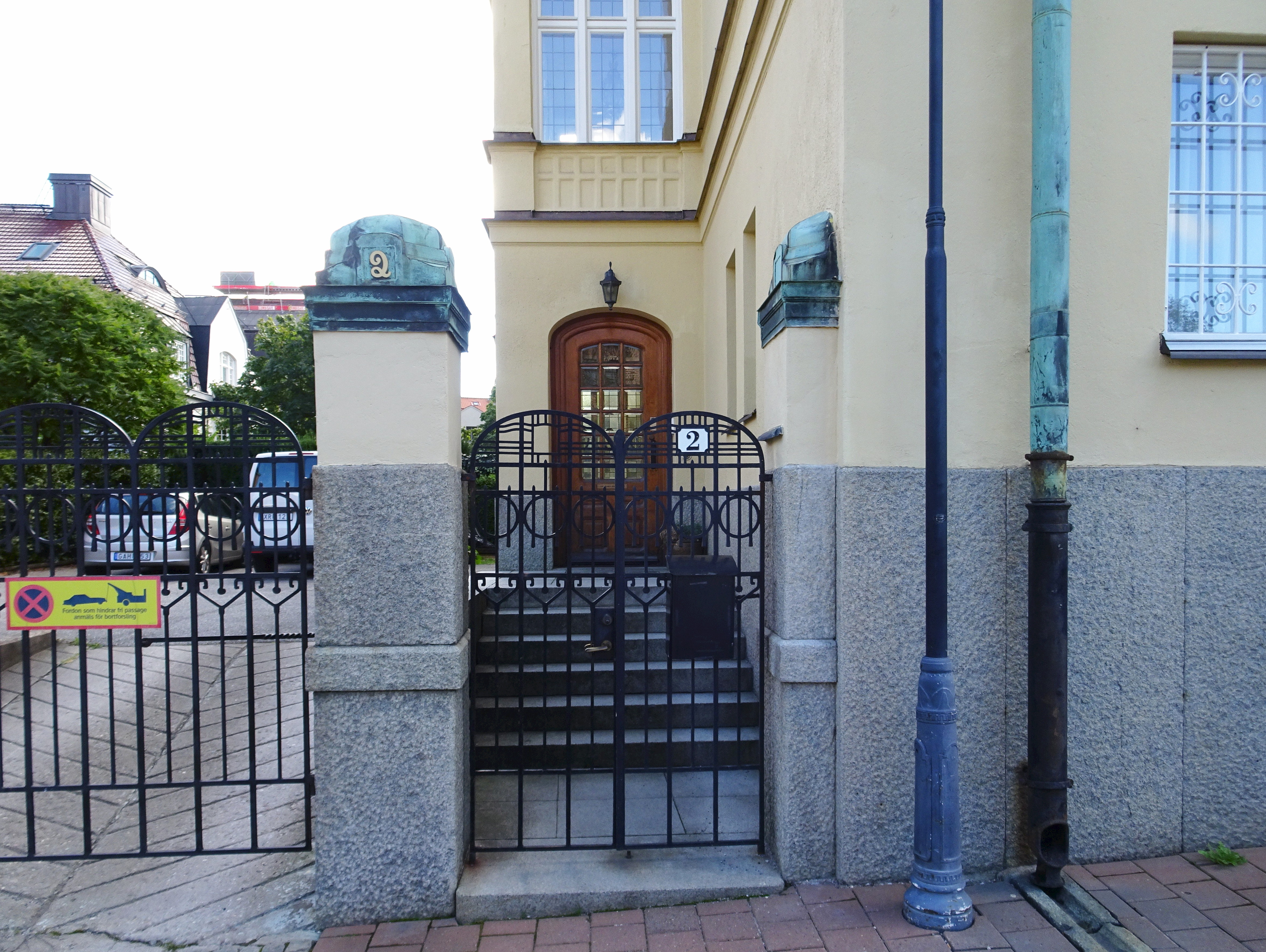
Entré, Tyrgatan 2.

Lundegårdh ritade en mycket rymlig villa för Frans Lindqvist med familj. Enligt folkräkningen från 1910 fanns i hushållet utöver husherren (som uppges vara änkling) familjens sex barn (födda mellan 1890 och 1906), en hushållerska två tjänarinnor och ytterligare två kvinnor.
Entréplanet omfattade en portvaktslägenhet och ett slöjdrum samt ett garage för husherrens automobil med garageport från Friggagatan. Representationsvåningen låg på våning en trappa och omfattade bland annat salong och matsal i fil med skjutdörrar emellan, ett herrum samt köket med serveringsgång. På våning två trappor hade familjen sex sovrum och sitt badrummet. På våning tre trappor (vinden) låg biljarden och ytterligare sex rum, några var förmodligen för tjänstefolket och gäster. Högst upp fanns torkvinden med tvättstuga och strykrum.  
Rumsfördelningen var enligt arkitektritningarna från 1909 följande:
- Källarvåning (under del av huset) – pannrum, källarrum
- Bottenvåning / souterrängvåning – entré, portvaktslägenhet om ett rum och kök, matkällare, vedförråd, automobilgarage, slöjdrum
- Våning 1 trappa – trappa och oval hall, salong och matrum i fil mot gatan, herrum, kök, serveringsrum, intertrappa mellan alla våningar
- Våning 2 trappor – trappa och övre hall, ett stort sovrum och fem mindre sovrum, badrum
- Våning 3 trappor – trappa hall, biljardrum med balkong, sex rum
- Vind – tvättstuga, strykrum, torkvind

Efter många ombyggnader och en brand bevarar interiören idag inte mycket av sitt ursprungliga utseende.

### Originalritningar från 1909

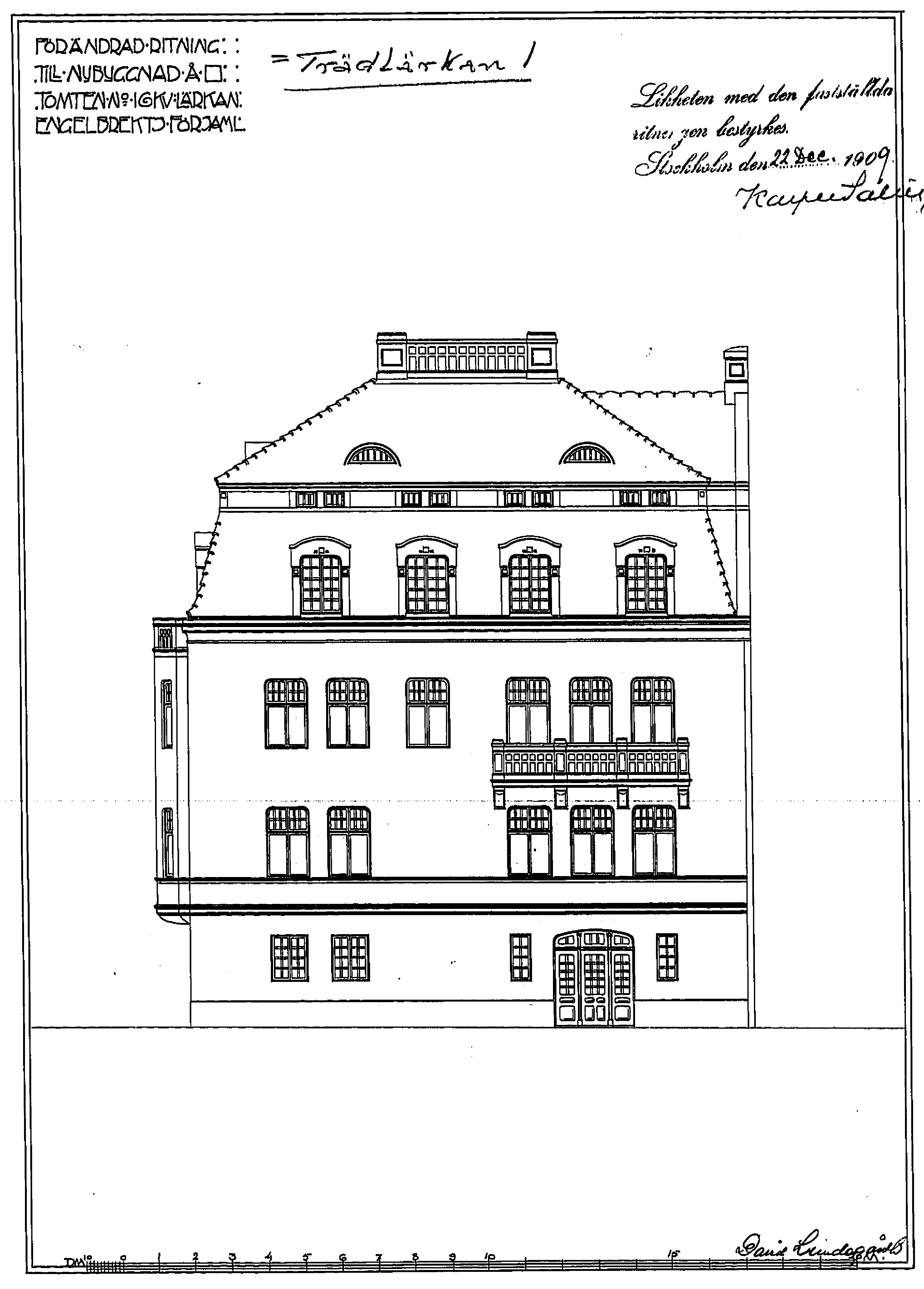
Fasad mot Friggagatan.
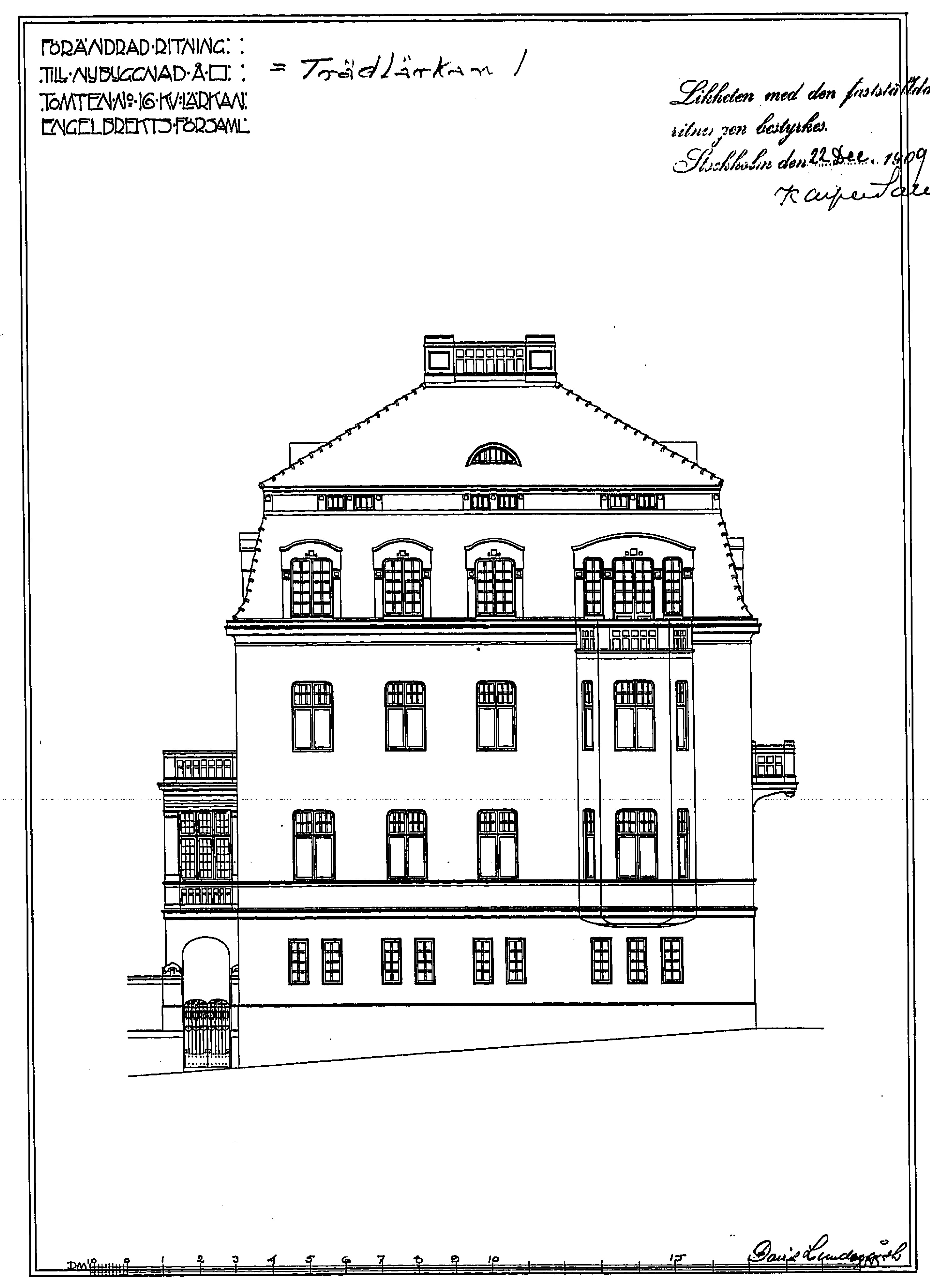
Fasad mot Tyrgatan.
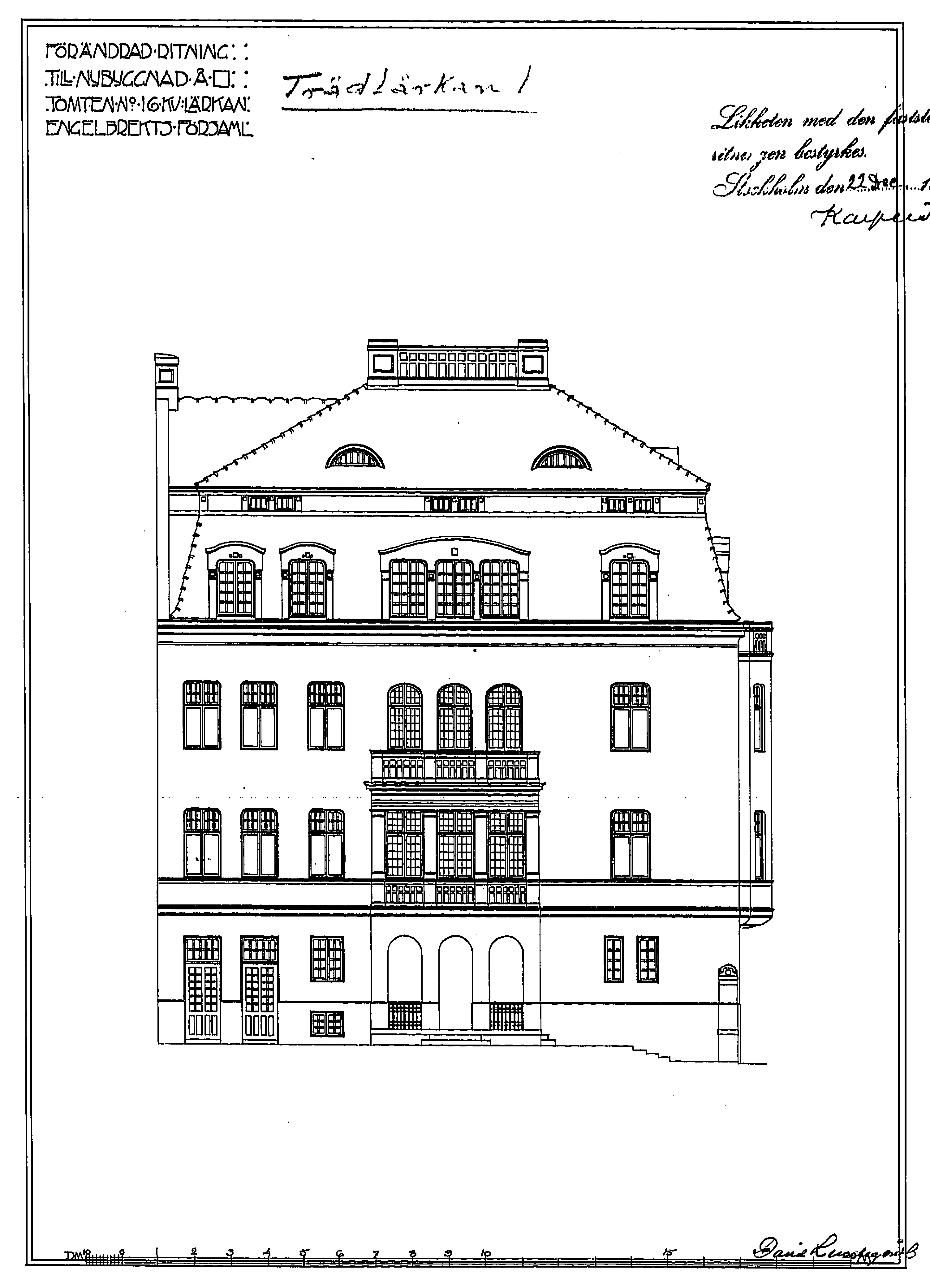
Fasad mot gården.
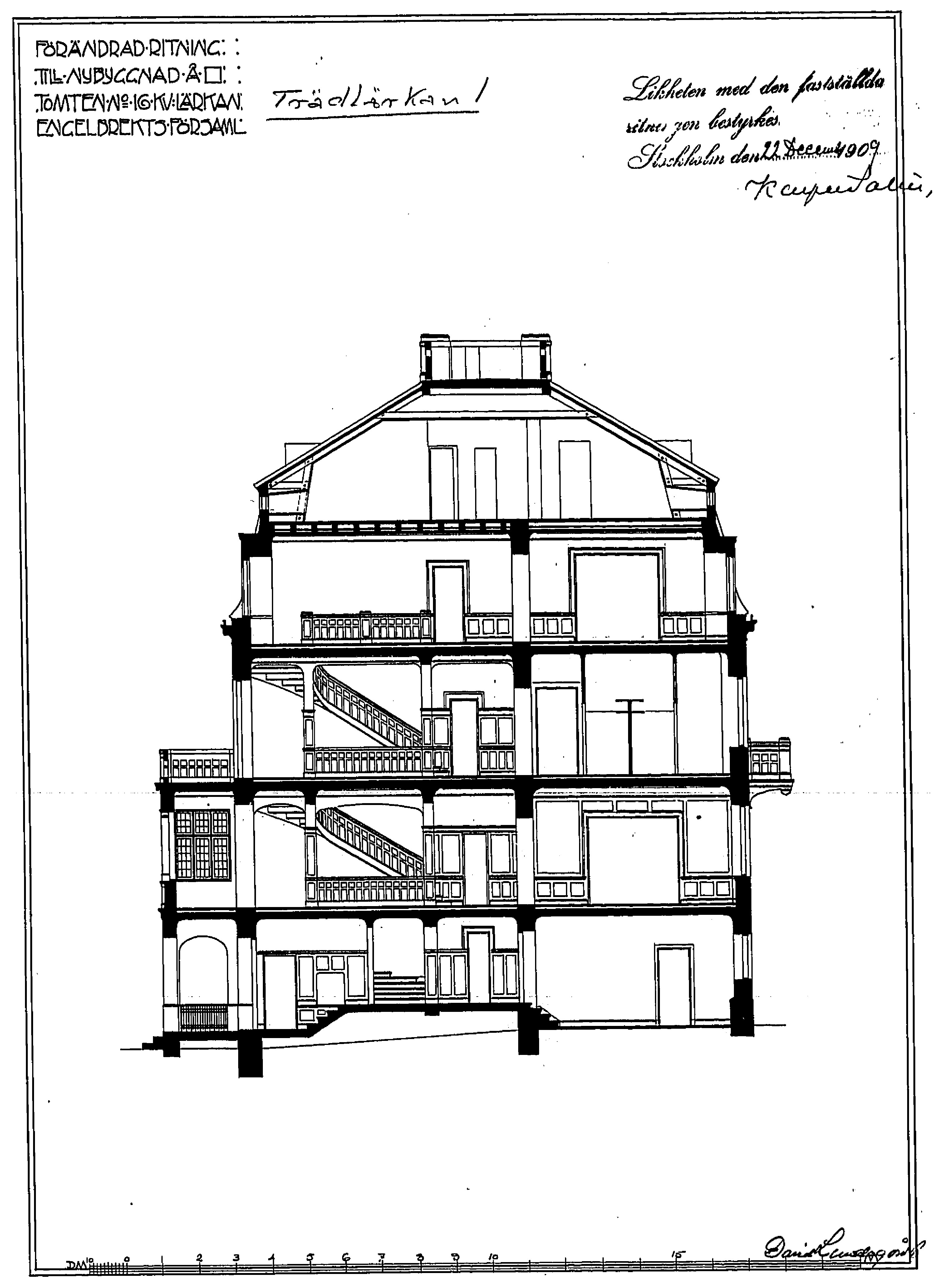
Sektion.

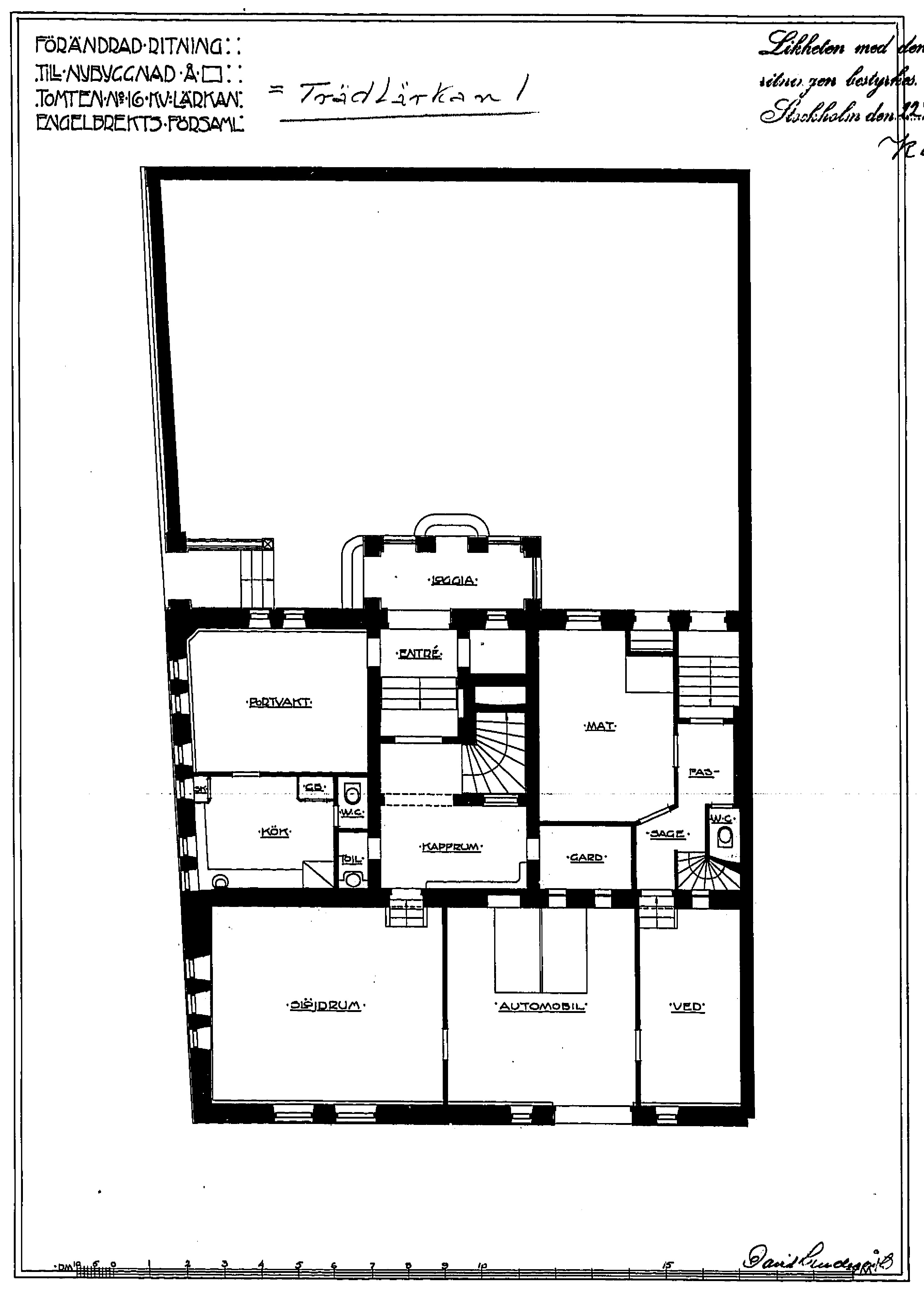
Bottenvåning.
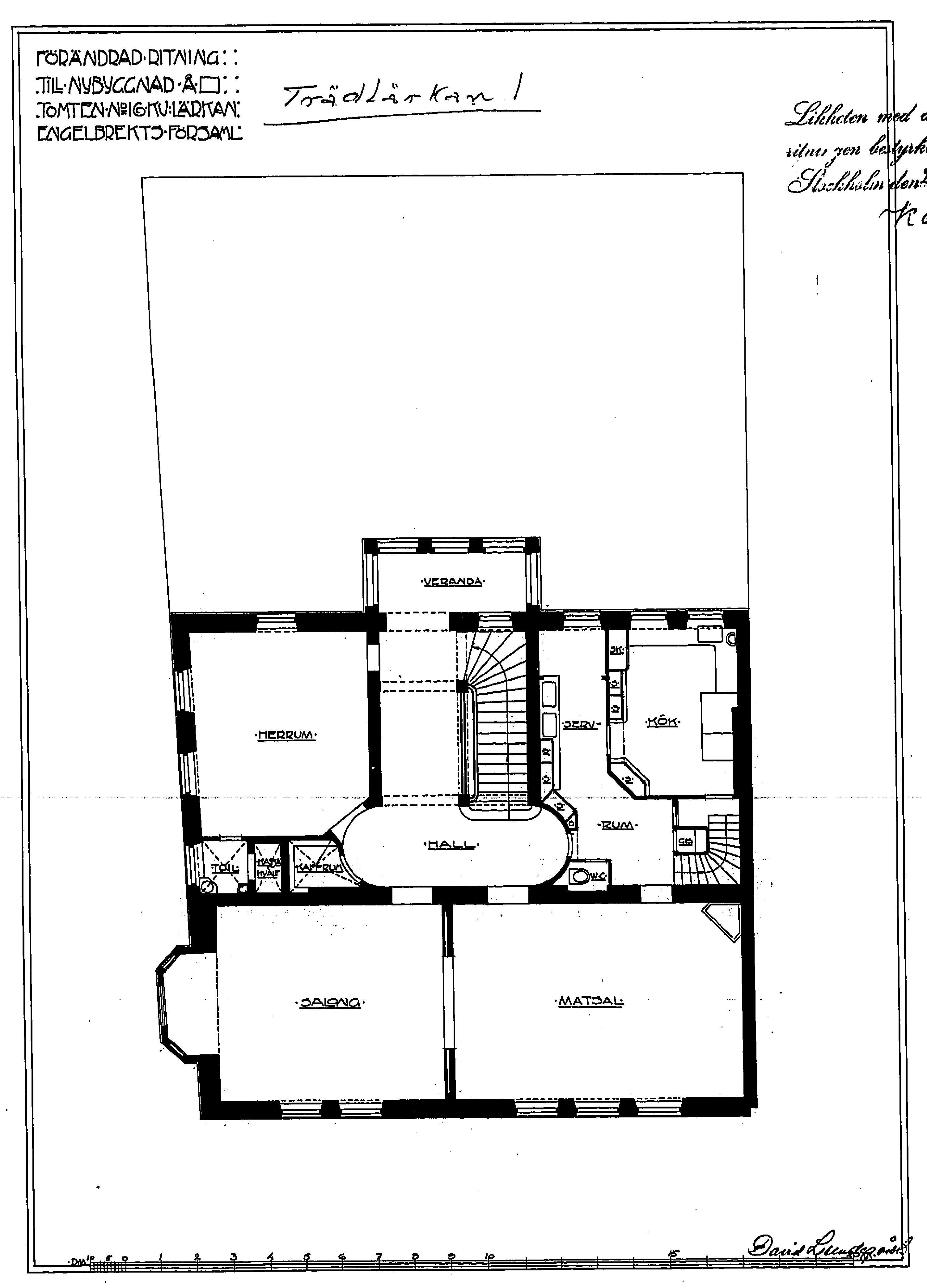
Våning 1 trappa.
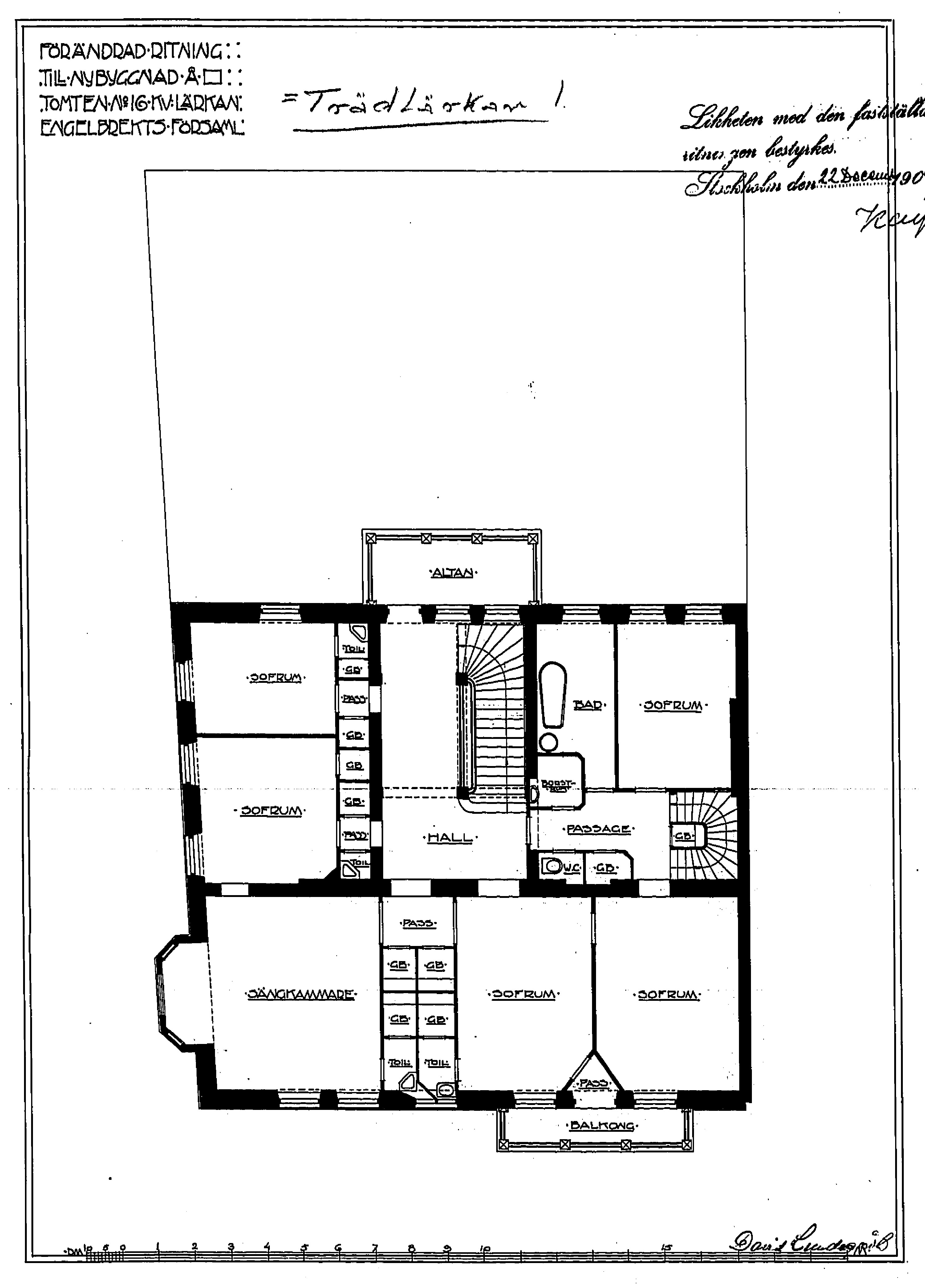
Våning 2 trappor.
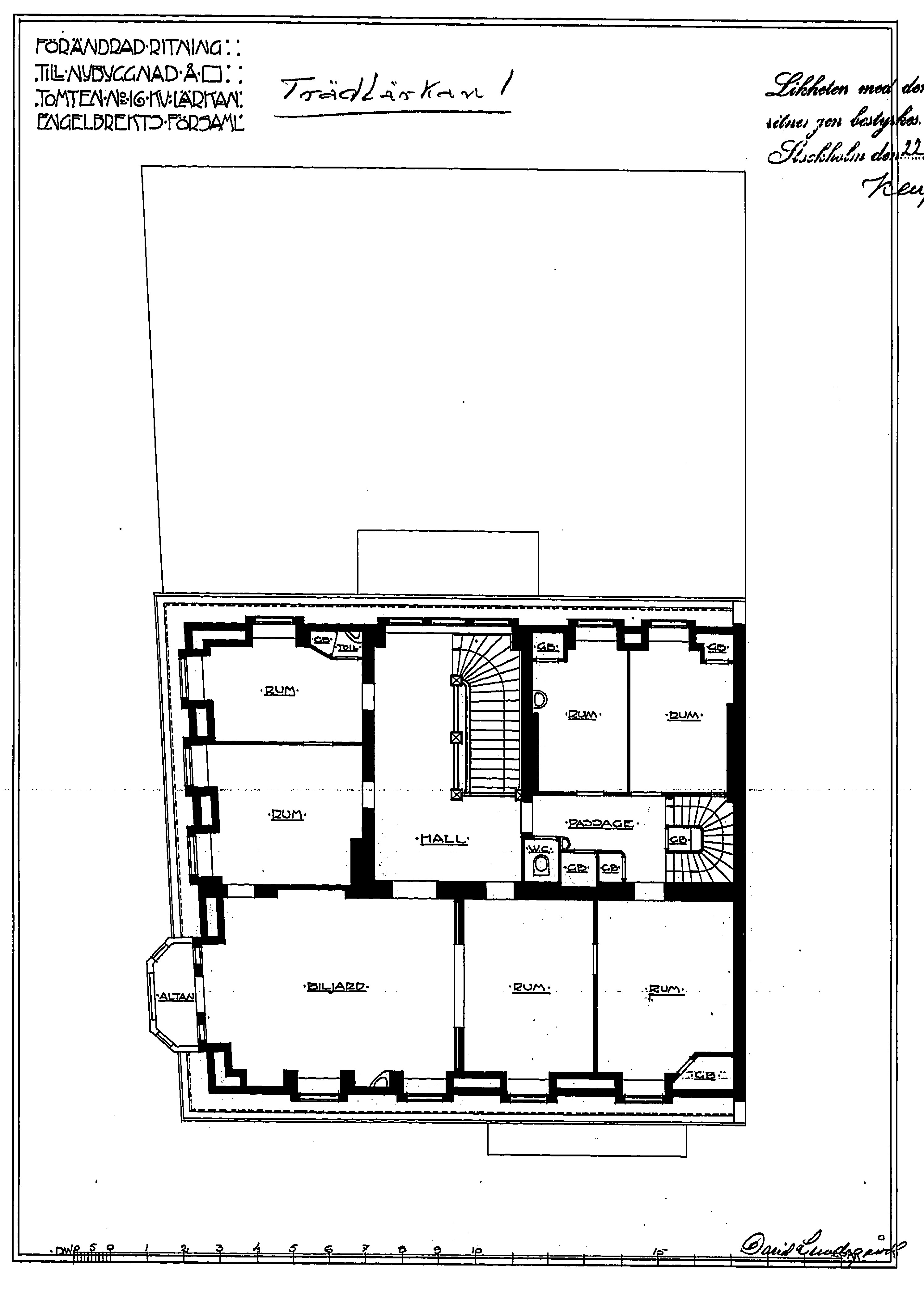
Våning 3 trappor.

### Nya ägare och ändringar
I början av 1930-talet, under en ny ägare, ombyggdes samtliga plan efter ritningar av arkitekt Ivar Tengbom. Bland annat inrättades (förutom portvaktslägenheten) ytterligare en lägenhet i bottenvåningen, nya mellanväggar uppsattes och nya fönster upptogs. På 1950-talet kontoriserades huset för svenska Sunlight och passager till grannhuset Trädlärkan 11 öppnades. För ritningarna stod arkitekt Ulf Hiort. Samtidigt flyttade Sunlights kontorsverksamhet även till Trädlärkan 2. 
I början av 1980-talet drabbades de övre våningarna i Trädlärkan 1 av en omfattande brand och fick återuppbyggas till stora delar. 1992 utfördes ombyggnader och anpassningar av fastigheten för Lärkstadens Studiecentrum, ett studenthem och utbildningscentrum för män, som också berörde Trädlärkan 11. Dess huvudman är Stiftelsen Pro Cultura.